# Alexis Hollaender

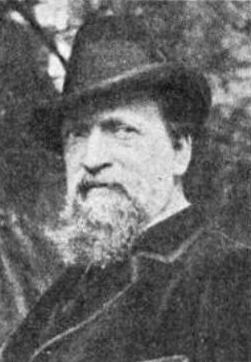

Alexis Hollaender (* 25. Februar 1840 in Ratibor, Oberschlesien; † 5. Februar 1924 in Berlin) war ein deutscher Pianist, Musikkritiker, Chorleiter und Musikpädagoge schlesischer und jüdischer Herkunft.

## Leben
Hollaender stammte aus einer musikalischen Familie: Sein Vater Isaac Hollaender war Musiklehrer und seine Mutter war Pianistin; seine jüngere Schwester Alma Haas eine Pianistin und Musikpädagogin. Seine Cousins waren der Schriftsteller Felix Hollaender und die Musiker Victor Hollaender und Gustav Hollaender.
Als Student des Konservatoriums von Breslau war Hollaender u. a. Schüler von Carl Schnabel (Klavier) und Adolf Friedrich Hesse (Orgel). 1858 unterstützte ihn die Frankl'sche Stiftung mit einem großzügigen Stipendium; mit diesem konnte Hollaender nach Berlin gehen und an der dortigen Universität Philosophie und der Akademie der Künste Komposition studieren. Parallel dazu wurde er auch Mitglied der Berliner Sing-Akademie; u. a. waren seine Lehrer dort Eduard Grell (Komposition) und August Wilhelm Bach (Musiktheorie). Außerdem nahm Hollaender auch Privatstunden bei dem Kammermusiker Carl Böhmer.
1861 betraute man Hollaender mit der Leitung der Chor- und Klavierklasse an der Neuen Akademie der Tonkunst von Theodor Kullak. Diese Position hatte er bis 1888 inne. 1863 übernahm er zusätzlich die Leitung des Konzert-Vereins, der nach seiner Umstrukturierung offiziell in Alexis-Hollaender-Verein umbenannt wurde. Ebenfalls mithilfe Hollaenders fusionierte 1870 sein Verein mit dem ortsansässigen Cäcilienverein, einem gemischter Chor. Dieser wurde von ihm allein bis 1902 geleitet.
1865 heiratete Hollaender die Sängerin und Gesangslehrerin Anna Becky.
1875 wurde Hollaender durch Kaiser Wilhelm I. mit dem Titel Königl. Musikdirektor geehrt. Zwischen 1877 und 1920 fungierte Hollaender als Gesangslehrer an der Berliner Viktoria-Schule, einer höheren Mädchenschule in der Prinzenstr. 51. Anlässlich seines 48. Geburtstages wurde er mit dem Titel Professor geehrt. Im selben Jahr, 1888, gründete Hollaender in Berlin eine eigene „Akademische Musikschule“. Unterrichtet wurden dort die Fächer: Klavier, Gesang, Komposition, Deklamation und Italienisch; auch wurden angehende Lehrer ausgebildet. Neben Alexis Hollaender, der als Direktor fungierte, waren dort vor allem Frauen als Lehrerinnen angestellt: neben seiner Frau Anna Hollaender (Gesang) auch Flora Scherres-Friedenthal (Klavier) sowie Annie Duncker (Gesang), Frl. Heine, Frl. Jakoby, Frl. Koch (Klavier), Frl. Wachtler und Anna Krause (Italienisch).
1903 übernahm er zusätzlich einen Lehrauftrag an der Universität Berlin. Als solcher wurde er mit der Inspektion des Musikunterrichts an den Mädchenschulen der Mark Brandenburg betraut. Spätestens ab 1906 setzte er sich für die Reform des Gesangsunterrichts an höheren Mädchenschulen ein und stand in Kontakt mit der damaligen Frauenbewegung. 
Hollaender lieferte zudem Beiträge für die Neue Berliner Musikzeitung, wo er insbesondere Berliner Chorkonzerte besprach, und für die Neue Zeitschrift für Musik, dessen Mitarbeiter er war.

## Rezeption
Als Komponist stand Hollaender im Schatten von Robert Schumann, aber als Chor-Dirigent war sein Wirken sehr verdienstvoll. Unter seiner Leitung wurden u. a. 1872 „Ein deutsches Requiem“ (Johannes Brahms), 1873 „Christus-Oratorium“ (Franz Liszt), 1874 „Odysseus-Oratorium“ (Max Bruch) und 1875 „Semele“ (Georg Friedrich Händel) aufgeführt.

## Werke (Auswahl)
als Komponist
- Pie Jesu. 1888 (für sechsstimmigen Chor).
- Notturno für Streichorchester. 1891.
- Deutsche Tänze für Klavier zu vier Händen. 1898.
- Variationen über ein Thema von Schubert für 2 Klaviere. 1908.

als Herausgeber
- Robert Schumann. Klavierwerke. 1905.
- Treff-Übungen als Vorbereitung für den Chorgesang. 1906 (2 Bde.).
- Singübungen für die höhere Töchterschule. 1910/12 (3 Bde.).